# Kasteel van Zevenbronnen

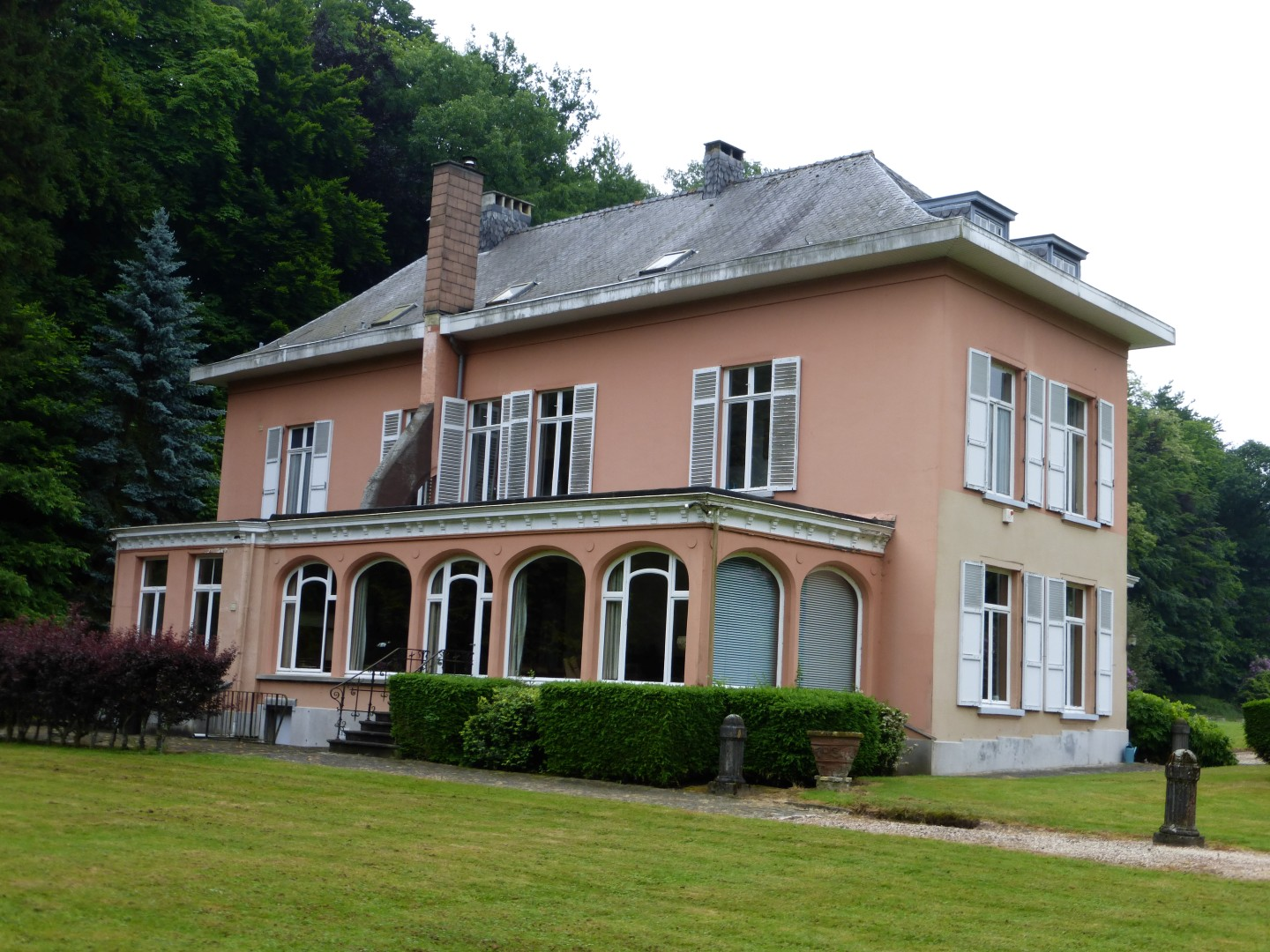
Kasteel van Zevenbronnen

Het Kasteel van Zevenbronnen is een kasteel in de Vlaams-Brabantse plaats Sint-Genesius-Rode, gelegen aan Zevenbronnen 2-3.

## Geschiedenis
Hier stond de Priorij Zevenborren welke in 1784 werd opgeheven. In 1849 was het terrein in bezit van Jacques Coghen die de meeste gebouwen deed slopen. Een enkel gebouw, het gastenkwartier, bleef behouden. Dit werd kort voor 1917 uitgebreid tot het huidige kasteeltje in opdracht van Leon Vital Timberman, de toenmalige eigenaar.
Aldus ontstond een landhuis dat gedeeltelijk was gebouwd met sloopmateriaal van de voormalige priorij.
In de tuingevel van het kasteeltje zijn nog enkele gedenkstenen te vinden in barokstijl, waarop zich 15e-eeuwse jaartallen bevinden. De gebinten van het dak van het landhuis stammen uit de 17e of 18e eeuw waaruit dus volgt dat de kern van het huis nog van de oude priorij afkomstig is.
Bij het kasteeltje horen enkele bijgebouwen, zoals een wagenhuis.